# Gammel Rye Sogn
Gammel Rye Sogn er et sogn i Skanderborg Provsti (Århus Stift). Det hed oprindeligt "Rye Sogn", men skiftede navn for at undgå forveksling med Ry Sogn, der blev oprettet i 1978, hvor Ry stationsby ligger.
Rye Sogn var i 1800-tallet et selvstændigt pastorat, der hørte til Tyrsting Herred i Skanderborg Amt). Rye sognekommune blev ved kommunalreformen i 1970 indlemmet i Ry Kommune, som ved strukturreformen i 2007 indgik i Skanderborg Kommune.
I Gammel Rye Sogn ligger Sankt Sørens Kirke og Øm Kloster.
I sognet findes følgende autoriserede stednavne:
- Birksø (vandareal)
- Bækken (bebyggelse)
- Emborg (bebyggelse, ejerlav)
- Emborg Vestermark (bebyggelse)
- Fiskerhuse (bebyggelse)
- Frankrig (bebyggelse)
- Fuglebjerg (bebyggelse)
- Fæstibakke (bebyggelse)
- Gammel Rye (bebyggelse, ejerlav)
- Gudensø (vandareal)
- Hejnæs (bebyggelse)
- Himmelbjerget (areal)
- Klosterfælled (bebyggelse)
- Limbjerg (bebyggelse)
- Lindholm Hoved (areal)
- Lovsbjerg (areal)
- Melbjerg (bebyggelse)
- Odderholm (bebyggelse)
- Ringholm (bebyggelse)
- Rye Nørreskov (areal, ejerlav)
- Rye Nørskov (landbrugsejendom)
- Rye Sønderskov (areal, ejerlav)
- Ryebro (bebyggelse)
- Rye-Glarbo (bebyggelse)
- Skovsbjerg (bebyggelse)
- Skærså (vandareal)
- Storeknøs (areal)
- Vessø (vandareal)